# Torneo Argentino B
El Torneo Argentino B fue un campeonato nacional de fútbol de cuarta división, organizado por el Consejo Federal, órgano interno de la AFA que nucleaba a los clubes indirectamente afiliados a la AFA, provenientes de las ligas regionales. Esta división se disputó desde la temporada 1995-96, hasta la temporada 2013-14, dado que a partir de la temporada 2014 fue remplazado por el Torneo Federal B. A través de este se podía obtener el ascenso al Torneo Argentino A, campeonato de tercera división hasta 2013-14.

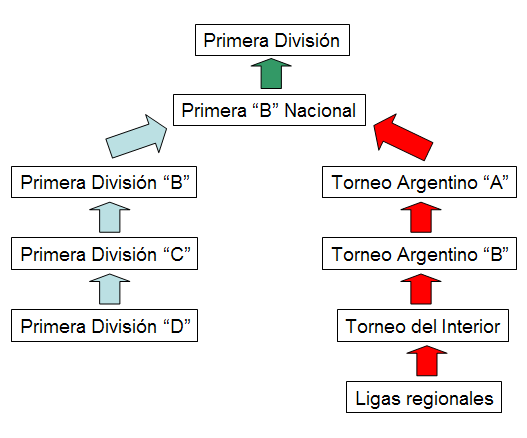
Ubicación del Torneo Argentino B en la pirámide de categorías del fútbol argentino entre 2005 y 2014.

A partir de la temporada 2004-05, cuando se estabilizó la categoría, participaban en ella 48 equipos de todo el país. Sin embargo, por una decisión de la AFA, a partir de la temporada 2011-12 se aumentó el cupo de equipos a 60 clubes.
En la temporada 2012-13, el Consejo Federal decidió aumentar la cantidad de equipos en el torneo por lo que invita a 40 clubes más, pasando así a un total de 100 clubes.
En la temporada 2013-14 se invitó a 48 clubes más, de los cuales 43 clubes aceptaron. Teniendo en cuenta los ascensos y las renuncias de Alvear Foot-Ball Club, El Linqueño, Huracán (TA), Jorge Gibson Brown, Jorge Newbery (CR) y el Club Deportivo Rosamonte, la disputaron 136 clubes en total, y otorgó 3 ascensos al Torneo Federal A (nuevo torneo de tercera división) y por otro lado 29 descensos al Torneo Federal C (nuevo torneo de quinta división).

## Historia
En total se han disputado 18 temporadas. 
Los primeros equipos campeones del torneo fueron Almirante Brown (A) y el Club Atlético Mataderos de Necochea, por otro lado los últimos campeones fueron el Deportivo Madryn, Atlético Paraná y Gimnasia y Esgrima (M).
Hasta la temporada 2003-04, los clubes que no lograban el ascenso al Argentino A debían retornar a sus respectivas ligas regionales. A partir de la temporada 2004/05, se estableció un sistema de descenso hacia el Torneo del Interior, campeonato creado a partir de esa temporada, como parte de una gran reestructuración del Argentino B y ubicado como quinta división para los equipos indirectamente afiliados a la AFA.

## Historial de campeones por año
Todos los campeones del torneo:
| Temporada | N.º de equipos | Campeón/es                                              | Otros ascensos                                                      |
| --------- | -------------- | ------------------------------------------------------- | ------------------------------------------------------------------- |
| 1995-96   | 126            | Almirante Brown (A) Mataderos                           | No hubo                                                             |
| 1996-97   | 117            | Ben Hur San Martín (MC)                                 | No hubo                                                             |
| 1997-98   | 99             | Central Córdoba (SdE) Ñuñorco                           | No hubo                                                             |
| 1998-99   | 95             | Huracán (TA) Racing (C)                                 | 13 de Junio CAI Tiro Federal (R)                                    |
| 1999-00   | 89             | Chacras de Coria                                        | Liniers (BB)                                                        |
| 2000-01   | 133            | 9 de Julio (R) Juventud Unida Universitario             | Estudiantes (RC)                                                    |
| 2001-02   | 128            | Independiente Villa Obrera Talleres (P)                 | No hubo                                                             |
| 2002-03   | 109            | Guillermo Brown La Florida                              | Gimnasia y Esgrima (M) Unión (S)                                    |
| 2003-04   | 128            | Atlético Candelaria Desamparados                        | Rosario Puerto Belgrano                                             |
| 2004-05   | 48 (+2)        | San Martín (T) La Plata F. C.                           | Huracán (CR) Racing (O) 9 de Julio (R) Sportivo Patria Juventud (P) |
| 2005-06   | 48             | Central Norte (S) Gimnasia y Esgrima (M) Santamarina    | Alumni (VM) Real Arroyo Seco Rivadavia (L)                          |
| 2006-07   | 48             | Boca Unidos Cipolletti Libertad (S)                     | No hubo                                                             |
| 2007-08   | 48             | Deportivo Maipú Patronato                               | Alvarado Central Córdoba (SdE)                                      |
| 2008-09   | 48             | Estudiantes (RC) Unión (MdP)                            | Crucero del Norte Sportivo Belgrano                                 |
| 2009-10   | 48             | Central Norte (S) Douglas Haig                          | No hubo                                                             |
| 2010-11   | 48             | Gimnasia y Tiro (S) Racing (O)                          | Defensores de Belgrano (VR)                                         |
| 2011-12   | 60             | Alvarado Guaraní Antonio Franco                         | San Jorge (T)                                                       |
| 2012-13   | 100            | CAI Chaco For Ever Estudiantes (SL)                     | Juventud Unida (G)                                                  |
| 2013-14   | 136            | Deportivo Madryn Atlético Paraná Gimnasia y Esgrima (M) | No hubo                                                             |

## Cantidad de títulos por equipo
| Equipo                       | Títulos | Años títulos     |
| ---------------------------- | ------- | ---------------- |
| Central Norte (S)            | 2       | 2005-06, 2009-10 |
| Gimnasia y Esgrima (M)       | 2       | 2005-06, 2013-14 |
| 9 de Julio (R)               | 1       | 2000-01          |
| Almirante Brown (A)          | 1       | 1995-96          |
| Alvarado                     | 1       | 2011-12          |
| Atlético Candelaria          | 1       | 2003-04          |
| Atlético Paraná              | 1       | 2013-14          |
| Ben Hur                      | 1       | 1996-97          |
| Boca Unidos                  | 1       | 2006-07          |
| CAI                          | 1       | 2012-13          |
| Central Córdoba (SdE)        | 1       | 1997-98          |
| Chaco For Ever               | 1       | 2012-13          |
| Chacras de Coria             | 1       | 1999-00          |
| Cipolletti                   | 1       | 2006-07          |
| Deportivo Madryn             | 1       | 2013-14          |
| Deportivo Maipú              | 1       | 2007-08          |
| Desamparados                 | 1       | 2003-04          |
| Douglas Haig                 | 1       | 2009-10          |
| Estudiantes (RC)             | 1       | 2008-09          |
| Estudiantes (SL)             | 1       | 2012-13          |
| Gimnasia y Tiro (S)          | 1       | 2010-11          |
| Guaraní Antonio Franco       | 1       | 2011-12          |
| Guillermo Brown              | 1       | 2002-03          |
| Huracán (TA)                 | 1       | 1998-99          |
| Independiente Villa Obrera   | 1       | 2001-02          |
| Juventud Unida Universitario | 1       | 2000-01          |
| La Florida                   | 1       | 2002-03          |
| Libertad (S)                 | 1       | 2006-07          |
| Mataderos                    | 1       | 1995-06          |
| Ñuñorco                      | 1       | 1997-98          |
| Patronato                    | 1       | 2007-08          |
| Racing (C)                   | 1       | 1998-99          |
| Racing (O)                   | 1       | 2010-11          |
| San Martín (MC)              | 1       | 1996-97          |
| San Martín (T)               | 1       | 2004-05          |
| Santamarina                  | 1       | 2005-06          |
| La Plata F.C.                | 1       | 2004-05          |
| Talleres (P)                 | 1       | 2001-02          |
| Unión (MdP)                  | 1       | 2008-09          |

## Máximos goleadores

### Goleadores por torneo
| Torneo  | Jugador          | Equipo              | Goles |
| ------- | ---------------- | ------------------- | ----- |
| 2006/07 | Oscar Padua      | Cipolletti          | 26    |
| 2007/08 | Luciano Millares | El Linqueño         | 22    |
| 2008/09 | Nicolás Gatto    | Estudiantes (RC)    | 23    |
| 2010/11 | Diego Nuñez      | Gimnasia y Tiro (S) | 22    |
| 2011/12 | Cristian Taborda | Deportivo Roca      | 27    |
| 2012/13 | Cristian Jeandet | Unión Aconquija     | 22    |
| 2013/14 | Matías Parolari  | Deportivo Madryn    | 28    |

### Goleadores por equipo
| Equipo              | Goleadores |
| ------------------- | ---------- |
| Cipolletti          | 1          |
| Deportivo Madryn    | 1          |
| Deportivo Roca      | 1          |
| El Linqueño         | 1          |
| Estudiantes (RC)    | 1          |
| Gimnasia y Tiro (S) | 1          |
| Unión Aconquija     | 1          |